# Thomas Bay (cykelrytter)
 For alternative betydninger, se Thomas Bay. (Se også artikler, som begynder med Thomas Bay)
Thomas Nørager Bay (født 22. august 1970 i Hvidovre) er en dansk forhenværende professionel cykelrytter, og nuværende sportskommentator på Eurosport.

## Historie
Bay begyndte som syvårig i 1977 at cykle hos Hvidovre Cykle Klub. Som amatør vandt han i 1991 éndagsløbet Prix Sodime, og samme år deltog han ved VM i landevejscykling i Stuttgart. Han er også blevet nummer fire i amatørenes Paris-Roubaix.
I 1992 blev han professionel hos det amerikanske hold Motorola Cycling Team. Her trænede og boede han privat sammen med holdkammerat Lance Armstrong i Italien. 1993-sæsonen blev Bays sidste som professionel, da han ikke kunne følge konkurrenterne. Ifølge Thomas Bay fik han modsat andre ryttere ikke tilbudt at bruge dopingmidlet epo.
Efter den aktive cykelkarriere sluttede var Bay nogle år forsikringsmægler, inden han i 1998 blev sportsdirektør for det danske hold Acceptcard Pro Cycling. I 2002 blev han ansat som cykelkommentor hos tv-kanalen Eurosport. Fra hjemmet i Hvidovre driver han firmaet “Bay Skilte & Tryk“.

## Trivia
Hvidovre Cykle Klub har opkaldt en vandrepokal, Thomas Bay Pokalen, efter Thomas Bay. Den er siden 1990 blevet uddelt til “en yngre rytter i fortsat udvikling og med lyst til at komme videre op i rækkerne.”